# Amblyjoppa rufobalteata
Amblyjoppa rufobalteata là một loài tò vò trong họ Ichneumonidae.